# Traumfänger

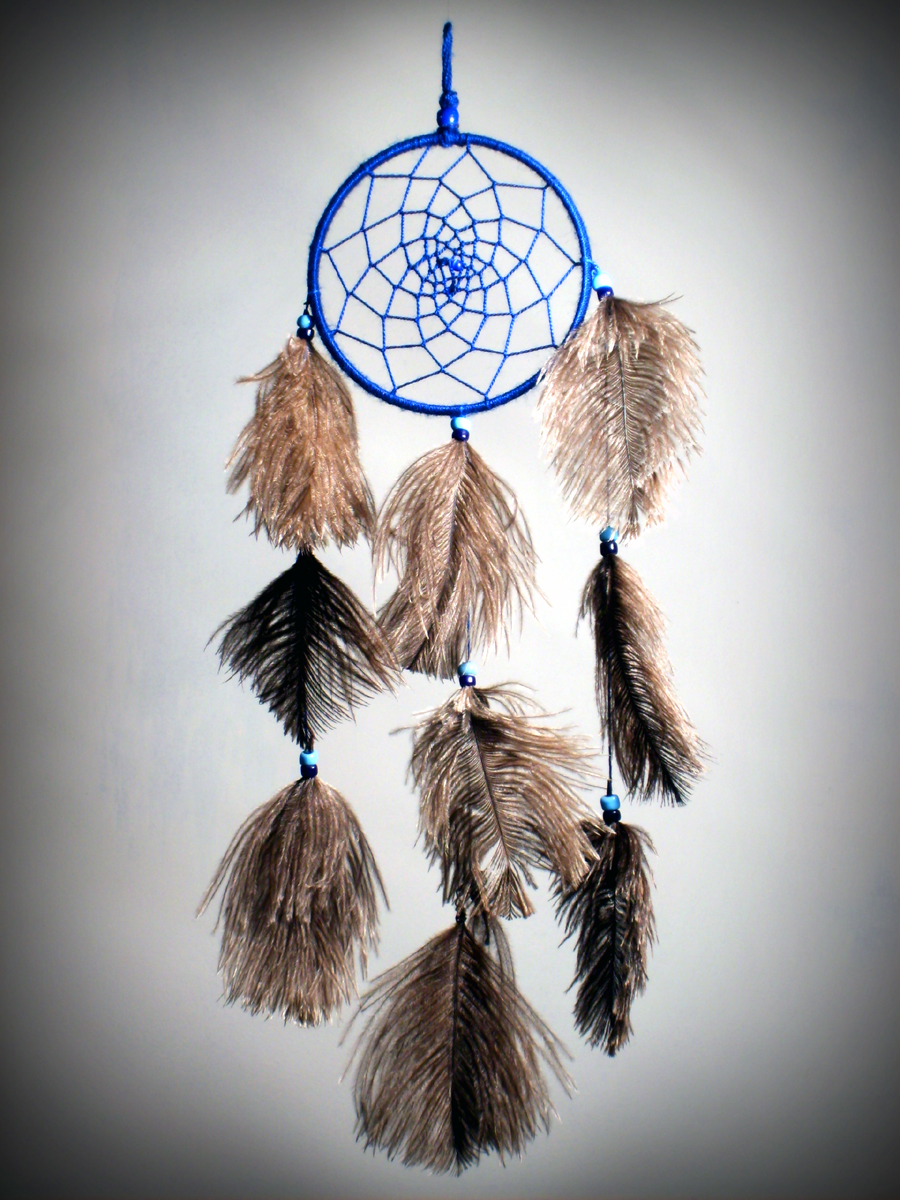
Ein Traumfänger

Der Traumfänger (englisch dreamcatcher) ist ein Kultobjekt aus der Ojibwe-Kultur. Es besteht im Wesentlichen aus einem Netz in einem Weidenreifen, der noch mit persönlichen bzw. heiligen Gegenständen dekoriert wird. Der Traumfänger soll – dem Glauben nach – den Schlaf verbessern. Es wird dabei angenommen, dass die guten Träume durch das Netz gehen, die schlechten im Netz hängen bleiben und später durch die Morgensonne neutralisiert werden würden.

## Ursprung
Der Traumfänger kommt aus der Ojibwe-Kultur (Chippewa) (Ojibwe asabikeshiinh, eine Wortform für ‚Spinne‘ oder bawaajige nagwaagan in der Bedeutung ‚Traumfalle‘). Er wurde erst während der Pan-Indianer-Bewegung in den 1960er und 1970er Jahren von anderen indigenen Völkern Nordamerikas übernommen.

## Aufbau und Verwendung des Traumfängers

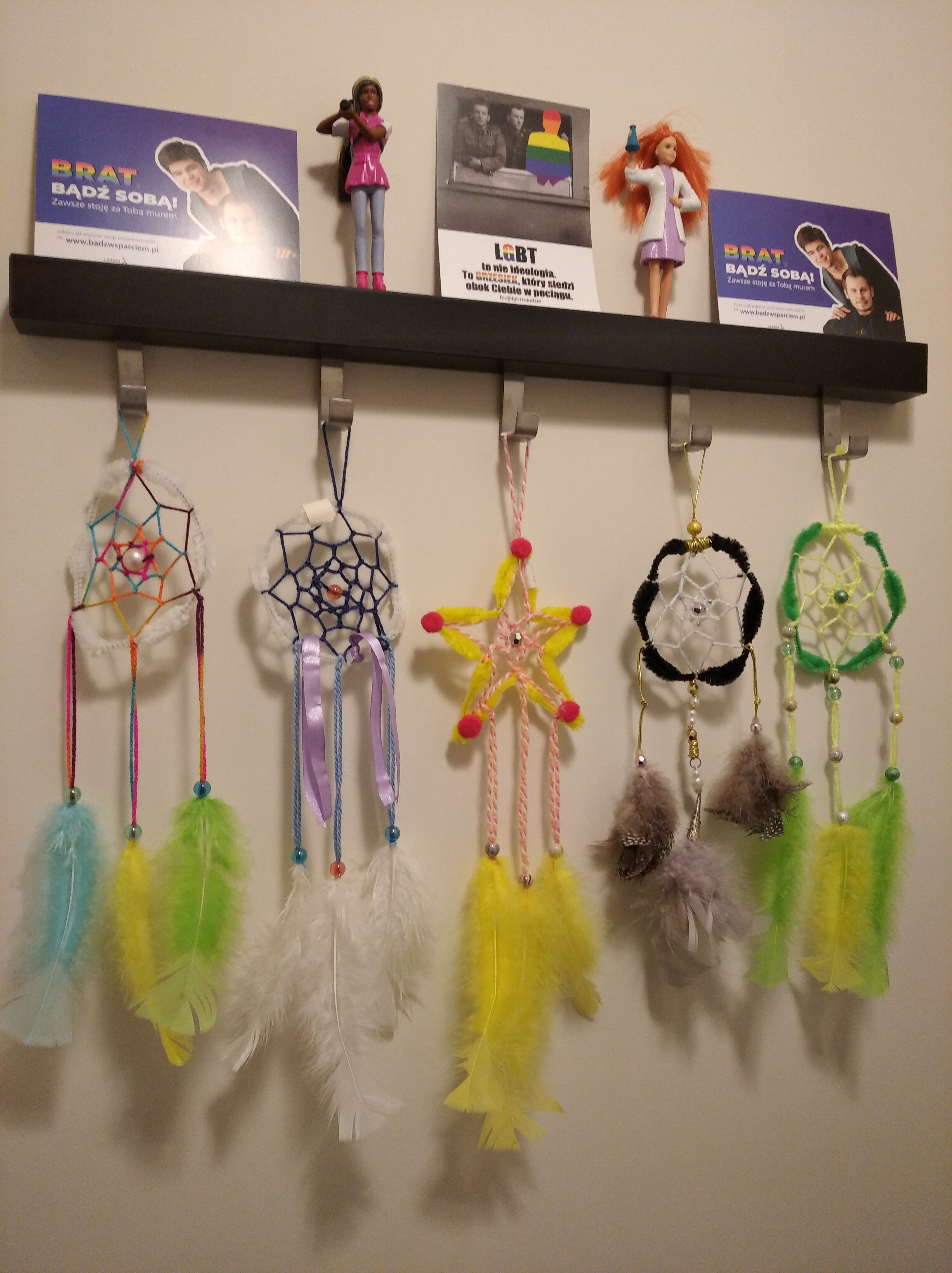

Der traditionelle Traumfänger besteht manchmal aus einem hölzernen, kreisrunden Reifen aus Weide, in den ein Geflecht eingearbeitet ist, bestehend aus einer Darmschnur oder einem Sehnenfaden. Er kann aber auch aus anderen Materialien bestehen. Leder, Perlen, Federn, Pferdehaar und einige andere Materialien verzieren das Ganze. Legenden zufolge wurde dieses Geflecht anfangs als Spinnennetz bezeichnet.
Laut den Ureinwohnern wird der Traumfänger über dem Ruheort (zum Beispiel dem Bett oder im Tipi) aufgehängt, um den Schlaf zu verbessern: Während die bösen Träume im Netz hängen bleiben und später von der Morgensonne neutralisiert werden, schlüpfen die guten Träume durch das Netz hindurch und können durch die mittlere Öffnung verschwinden. Anderen Legenden zur Folge werden die guten Träume durch die Federn zum Schlafenden geleitet. Anwendung und Interpretation variieren je nach Legende.